# لوبي جودينيز
لوبيتا «لوبي» جودينيز (بالإنجليزية: Lupita "Loopy" Godínez؛ مواليد 6 سبتمبر 1993) هي مُقاتلة فنون قتالية مختلطة مكسيكية كندية.

## وصلات خارجية
- لوبي جودينيز على موقع يو إف سي (الإنجليزية)
- لوبي جودينيز على موقع شيردوغ (الإنجليزية)
- لوبي جودينيز على موقع Tapology.com (الإنجليزية)